# Dněstr

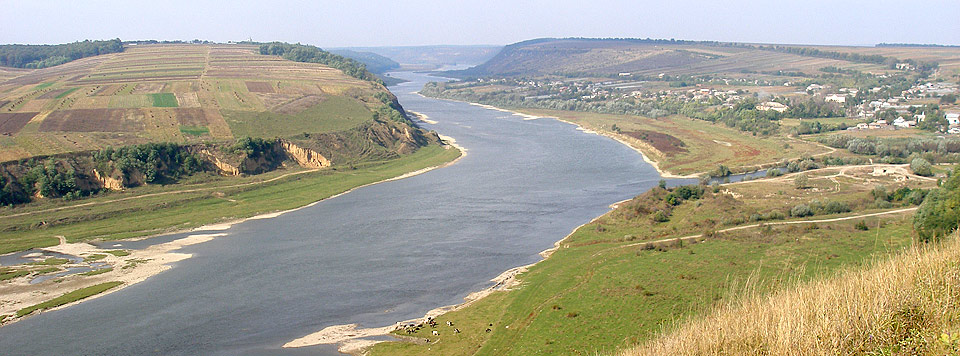
Soutok Dněstru se Seretem

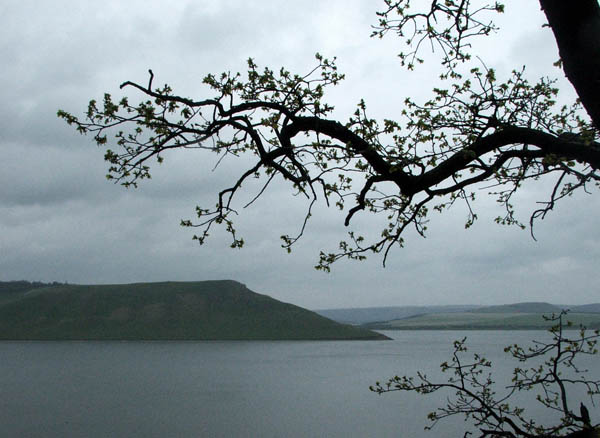
Dněstr

Dněstr (ukrajinsky Дністер / Dnister, rumunsky Nistru, moldavsky Нистру, ve starověku latinsky Tyras a starořecky Danastris) je řeka na Ukrajině a v Moldavsku, přičemž částečně tvoří hranici mezi oběma státy. V Moldavsku se východní břeh mezi řekou a hranicí nazývá Transnistrie nebo Podněstří. V okolí města Chotyn odděluje historické regiony Podolí a Besarábii. Řeka je 1352 km dlouhá. Povodí má rozlohu 72 100 km².

## Průběh toku
Řeka pramení na severních svazích Karpat v nadmořské výšce přibližně 900 m v Haliči na Ukrajině poblíž hranic s Polskem. Ústí do Dněsterského limanu u pobřeží Černého moře. Ten je největším jezerem Ukrajiny. Na horním toku (nad městem Halyčem) teče hlubokou úzkou dolinou a má charakter horské bystřiny (rychlost toku 2 až 2,5 m/s). Na tomto úseku přijímá velké množství přítoků především zprava z karpatských svahů, z nichž největší je Stryj. Pod Halyčem je řeka klidnější, ale dolina je i nadále úzká a hluboká. Na středním toku přijímá přítoky pouze zleva. Jsou to Zolota Lipa, Strypa, Seret, Zbruč, Smotryč, Murafa. Pod městem Mohyliv-Podilskyj se dolina mírně rozšiřuje a jen v několika místech se zužuje mezi výběžky Podolské vysočiny dosahujícími k řece. V korytě jsou nevelké slapy. V roce 1954 byla u města Dubăsari vybudována hráz Dubăsarské vodní elektrárny a za ní tak vznikla Dubăsarská přehrada. Pod městem Tiraspol řeka vtéká do Černomořské nížiny a dolina se rozšiřuje na 8 až 16 km. Na dolním toku přijímá zprava řeky Răut, Byk, Botna.
Větší sídla, jimiž Dněstr protéká, jsou (od pramene k ústí): Sambir, Mykolajiv, Novyj Rozdil, Halyč, Zališčyky, Chotyn, Mohyliv-Podilskyj, Jampil, Soroca, Rîbnița, Bendery, Tiraspol. U Dněsterského limanu leží Bilhorod-Dnistrovskyj.

## Vodní režim
Zdroj vody sněhový a dešťový. Často dochází k prudkým vzestupům úrovně hladiny, které jsou způsobeny letními přívalovými dešti. Nezřídka dochází k povodním. Průměrný roční průtok vody ve městě Bendery činí 310 m³/s, maximální až 2500 m³/s a minimální 14,7 m³/s. Celkově řekou ročně proteče 8,7 km³ vody. Led v zimě je na řece nestálý, někdy pouze plují kry a pokud je zima teplá, neobjevuje se vůbec.

## Využití
Lodní doprava je zavedená od města Soroca do Dubăsari a od Dubăsari k ústí. Hlavní přístavy jsou Mohyliv-Podilskyj, Soroca, Bendery, Tiraspol.